# Llocnou de Sant Jeroni
Llocnou de Sant Jeroni (spanisch Lugar Nuevo de San Jerónimo) ist eine spanische Gemeinde (Municipio) mit 586 Einwohnern (Stand: 2024) in der Valencianischen Gemeinschaft, in der Comarca La Safor.

## Lage
Llocnou de Sant Jeroni liegt nahe der Costa del Azahar (Mittelmeerküste) in einer Höhe von ca. 100 m. Die Provinzhauptstadt Valencia liegt etwa 80 Kilometer in nordnordwestlicher Richtung. 

## Geschichte
| Jahr      | 1900 | 1930 | 1950 | 1960 | 1970 | 1981 | 1991 | 2001 | 2011 | 2021 |
| --------- | ---- | ---- | ---- | ---- | ---- | ---- | ---- | ---- | ---- | ---- |
| Einwohner | 538  | 649  | 681  | 752  | 730  | 585  | 562  | 574  | 570  | 557  |

## Kultur und Sehenswürdigkeiten
- Rochuskirche (Iglesia de San Roque)

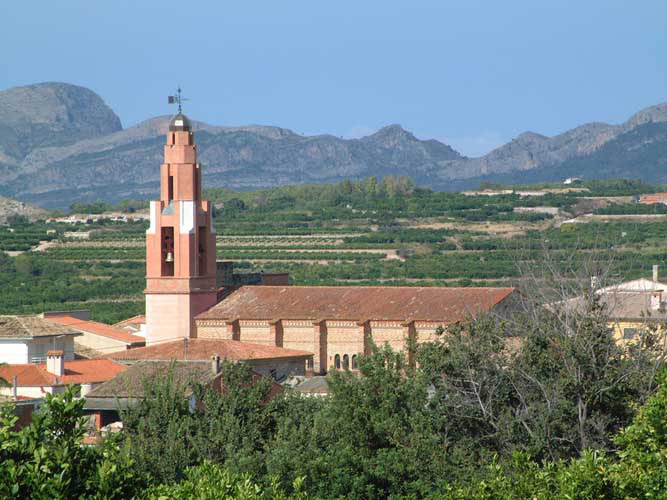
Rochuskirche
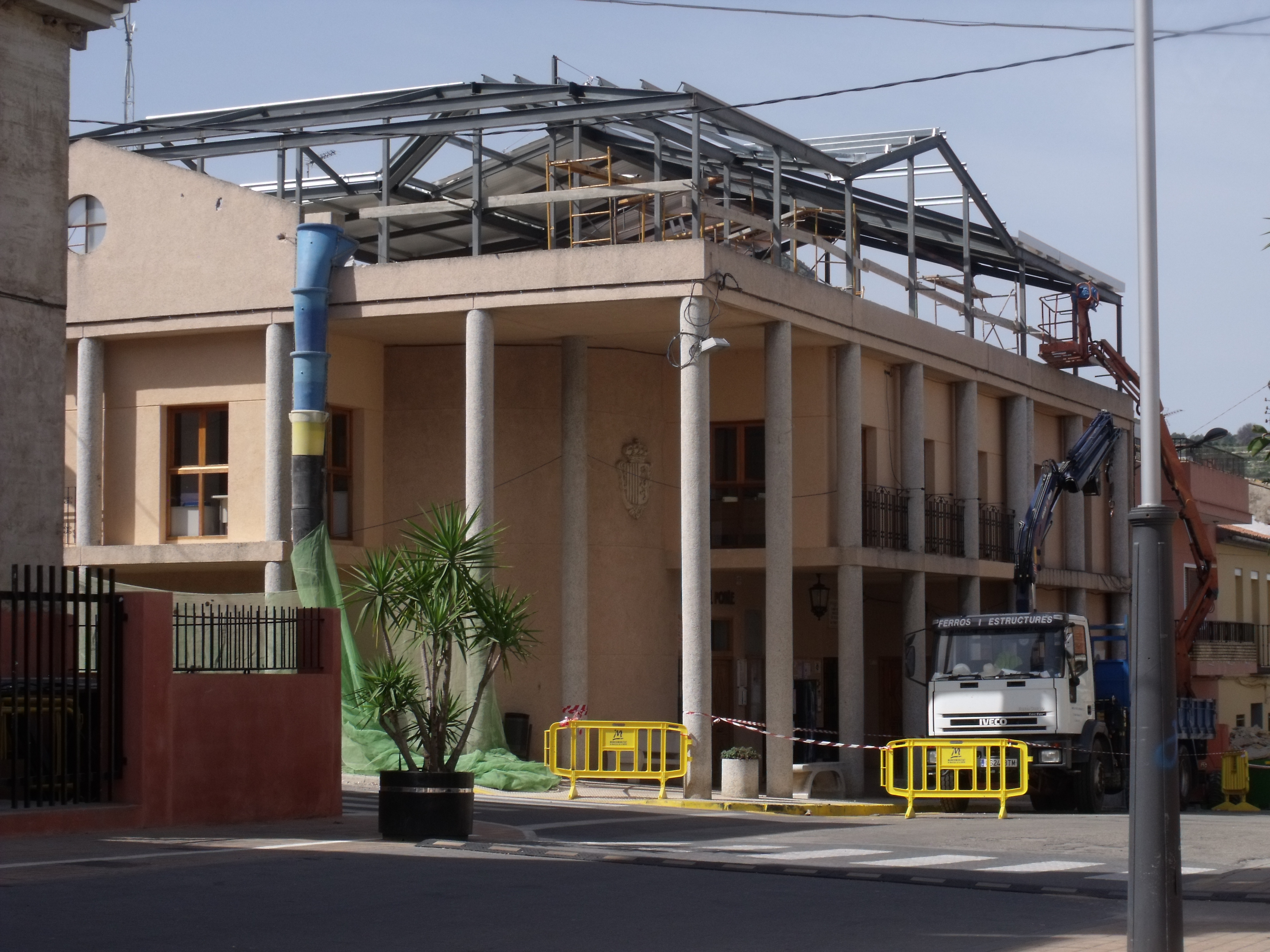
Rathaus